# マロンノ
マロンノ（伊: Malonno）は、イタリア共和国ロンバルディア州ブレシア県にある、人口約3,100人の基礎自治体（コムーネ）。

## 地理

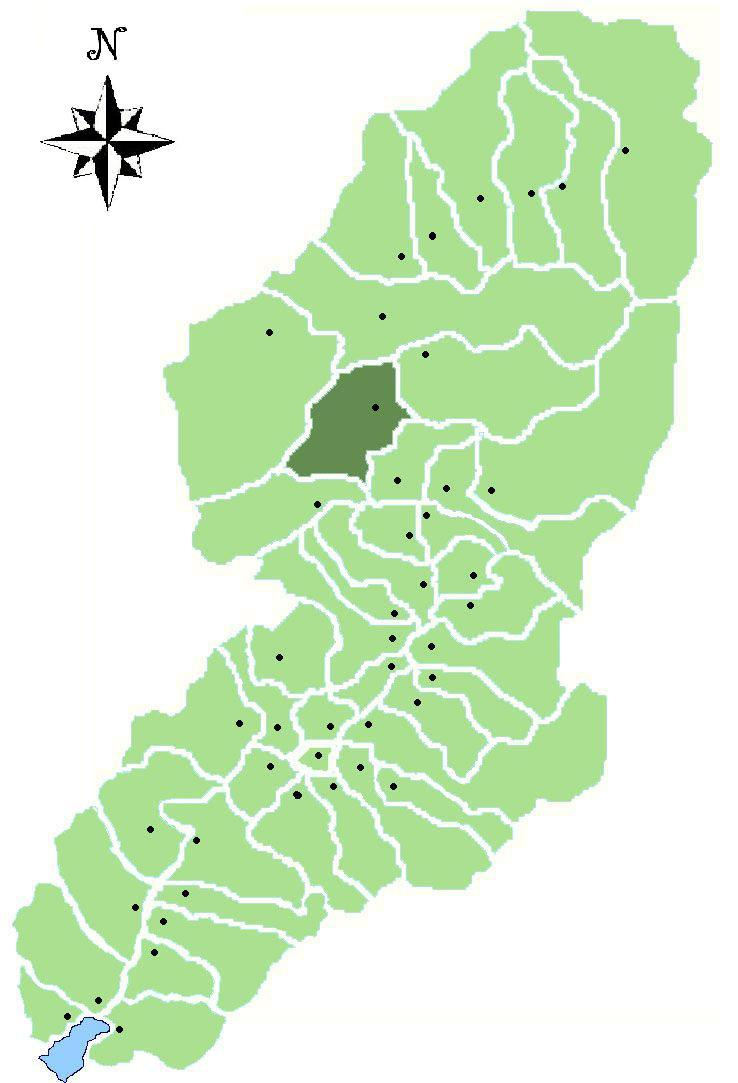
ヴァル・カモニカにおけるコムーネの領域

### 位置・広がり
ブレシア県北部、ヴァルカモニカのコムーネ。県都ブレシアから北へ65km、州都ミラノから北東へ114kmの距離にある。

#### 隣接コムーネ
隣接するコムーネは以下の通り。
| - ベルツォ・デーモ - コルテノ・ゴルジ - エードロ - パイスコ・ロヴェーノ - ソーニコ |

### 地震分類
イタリアの地震リスク階級 (it) では、3 に分類される
。

## 行政

### 分離集落
マロンノには、以下の分離集落（フラツィオーネ）がある。
- Landò, Lava, Lezza, Loritto, Moscio, Nazio, Odecla, Zazza

### 山岳部共同体
広域行政組織である山岳部共同体「ヴァッレ・カモニカ山岳部共同体」 (it:Comunità montana di Valle Camonica) （事務所所在地: ブレーノ）を構成するコムーネの一つである。